# Kanton Saint-Chéron
Der Kanton Saint-Chéron war von 1967 bis 2015 ein französischer Wahlkreis im Arrondissement Étampes, im Département Essonne und in der Region Île-de-France; sein Hauptort war Saint-Chéron. Vertreter im Generalrat des Départements war zuletzt von 2001 bis 2015, wiedergewählt 2008, Jean-Pierre Delaunay (UMP). 

## Gemeinden
| Gemeinde                   | Einwohner Jahr | Fläche km² | Bevölkerungsdichte | Postleitzahl | Code INSEE |
| -------------------------- | -------------- | ---------- | ------------------ | ------------ | ---------- |
| Angervilliers              | 1642 (2013)    | –          | – Einw./km²        | 91470        | 91017      |
| Boissy-sous-Saint-Yon      | 3736 (2013)    | –          | – Einw./km²        | 91790        | 91085      |
| Breuillet                  | 8454 (2013)    | –          | – Einw./km²        | 91650        | 91105      |
| Breux-Jouy                 | 1239 (2013)    | –          | – Einw./km²        | 91650        | 91106      |
| Le Val-Saint-Germain       | 1427 (2013)    | –          | – Einw./km²        | 91530        | 91630      |
| Saint-Chéron               | 4849 (2013)    | –          | – Einw./km²        | 91530        | 91540      |
| Saint-Cyr-sous-Dourdan     | 1006 (2013)    | –          | – Einw./km²        | 91410        | 91546      |
| Saint-Maurice-Montcouronne | 1596 (2013)    | –          | – Einw./km²        | 91530        | 91568      |
| Saint-Sulpice-de-Favières  | 326 (2013)     | –          | – Einw./km²        | 91910        | 91578      |
| Saint-Yon                  | 879 (2013)     | –          | – Einw./km²        | 91650        | 91581      |
| Sermaise                   | 1648 (2013)    | –          | – Einw./km²        | 91530        | 91593      |

## Bevölkerungsentwicklung
Der Kanton wurde 1967 gegründet. 
| 1968 | 1975   | 1982   | 1990   | 1999   | 2006   | 2011   |
| ---- | ------ | ------ | ------ | ------ | ------ | ------ |
| 9553 | 15.856 | 19.215 | 22.681 | 24.327 | 26.038 | 26.729 |